# Proechimys mincae
Proechimys mincae е вид бозайник от семейство Бодливи плъхове (Echimyidae).

## Разпространение
Видът е разпространен в Колумбия.